# Antoni Fèlix
Antoni Fèlix (en llatí Antonius Felix) va ser procurador romà de Judea.
Era germà del llibert Pal·les (Pallas) i ell mateix era llibert de l'emperador Claudi. A Suides se l'esmenta com a Claudi Fèlix pel nom del seu patró i Antoni pel nom de l'emperadriu mare Antònia de la qual va rebre la manumissió.
La data en què va ser nomenat procurador és incerta però no lluny de l'any 52. Segons Tàcit va ser procurador amb Ventidi Cumà, i aquest va governar Galilea mentre Fèlix governava Samaria. Els dos governs cobreixen un període entre els anys 48 i 61. Es deia que tots dos es van enriquir amb les exaccions sobre el provincials. El governador de Síria Gai Ummidi Quadrat va ser comissionat per obrir un expedient sobre aquests fets i Cumà va ser condemnat però Fèlix va ser absolt. En canvi segons Flavi Josep, Cumà va ser l'únic governador i finalment va ser deposat i condemnat. Fèlix va ser enviat des de Roma com a successor probablement cap a l'any 51 o 52, amb autoritat sobre Judea, Samaria, Galilea i Perea.
Fèlix es va casar amb Drusil·la, germana de Ptolemeu de Mauritània. Després es va casar amb Drusil·la, filla d'Herodes Agripa i esposa d'Azizus rei d'Emesa (al qual va abandonar). El seu govern va ser fort però cruel i opressiu. Va netejar el país de lladres i de falsos profetes. Entre el 60 i el 62 va ser cridat a Roma i el va succeir Porci Fest. Els caps jueus de Cesarea, la capital de la província, l'acusaren a Roma, però es va salvar per la influència que tenia seu germà Pal·les amb Neró. Tàcit esmenta el seu matrimoni amb Drusil·la de Mauritània i amb una neta de Marc Antoni i Cleòpatra.